# Mixcoatl

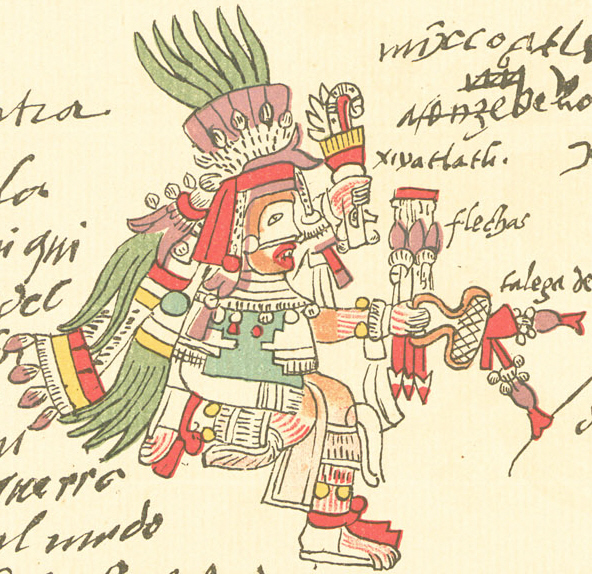
Il dio Mixcoatl

Mixcoatl (si pronuncia [miʃ.ˈkoː.waːt͡ɬ]; deriva da “mixtli cōhuātl”, ovvero “serpente nuvola” oppure da “mixcōātli”, “tempesta”; in lingua pipil viene scritto Mixkoat), secondo la mitologia azteca, era un dio della caccia, della stella del nord e della guerra. Lui (come altro aspetto di Tezcatlipoca) inventò il fuoco facendo ruotare i cieli intorno al loro asse, come in un trapano. Il suo corpo è dipinto con strisce bianche e rosse che rappresentano i guerrieri catturati e destinati al sacrificio. Dio della Via Lattea, Mixcoatl impersonava le anime dei guerrieri che alla morte diventavano stelle.
Sua madre era Cihuacoatl. Xochiquetzal lo rese padre di Quetzalcoatl. Coatlicue lo rese padre di Huitzilopochtli.
Durante il periodo tolteco ci fu anche un leggendario capo Chichimeco di nome Mixcoatl che, insieme a  Chimalman, procreò Topiltzin Ce Acatl Quetzalcoatl. La storia della sua vita rispecchia fedelmente quella della sua controparte divina (ambedue uccisero la dea Itzpapalotl e dettero vita a qualcuno di nome Quetzalcoatl, ad esempio) ed uno di loro potrebbe essere stato fonte di ispirazione per l'altro.
Il suo nome "serpente nuvola", si riferisce alla Via Lattea con la quale viene identificato.